# 1993 FB1
1993 FB1 är en asteroid i huvudbältet som upptäcktes den 18 mars 1993 av de båda japanska astronomerna Seiji Shirai och Shuji Hayakawa vid Hidaka-observatoriet.
Asteroiden har en diameter på ungefär 5 kilometer och den tillhör asteroidgruppen Innes.